# Římskokatolická farnost Liběchov
Římskokatolická farnost Liběchov (lat. Libochium) je církevní správní jednotka sdružující římské katolíky na území města Liběchov a v jeho okolí. Organizačně spadá do mladoboleslavského vikariátu, který je jedním z 10 vikariátů litoměřické diecéze. Centrem farnosti je kostel svatého Havla v Liběchově.

## Historie farnosti
První zmínka o farnosti (plebánii) v Liběchově je z roku 1352. Tato první farnost zanikla za husitských válek a místo bylo spravováno z jiných farností. Od roku 1656 jsou pro místo zachovány matriky. Před vznikem samostatné farnosti až do roku 1731 území spadalo pod farnost Robeč, i když již od roku 1725 byl pro toto území ustanoven administrátor. Poté byla v roce 1732 v Liběchově farnost obnovena. Farní kostel sv. Havla byl zbudován podle projektu Františka Maxmiliána Kaňky v letech 1738–1741. Od 2. poloviny 20. století byla farnost většinou spravována z okolních farností a tento stav přetrval až do 21. století.

### Duchovní správcové vedoucí farnost
Začátek působnosti jmenovaného v duchovní správě farnosti od:
- Radslav
- 1354   Gallus
- 1359   Petrus Vyšata
- 1363   Martinus
- 1374   Petrus
- Joannes, † 1414
- 1414   Mathias
- 1416   Cameroth
- 1419   Wenceslaus
- 1429   Wenceslaus z Příbrami
- 1725   Franc. Jac. Špatný, admin.
- 1731   Car. Franc. Time
- 1740   Wenc. Fiala
- 1781   Jos. Stolla, † 5. 11. 1812
- 1813   Franc. Schwarz
- 1815   Franc. Schreiber, n. 31. 10. 1789 Volary, o. 4. 10. 1812, † 10. 7. 1856
- 1824   par. vacat, cap. Anton. Schipaunsky
- 1824   Franc. Pabel, n. 21. 9. 1762 Quitkau, o. 30. 8. 1789, † 13. 9. 1837
- 1838   par. vacat, cap. Felix Heller
- 1839   Phil. Czermak, n. 7. 5. 1798 Tuchoměřice, o. 10. 8. 1825, † 24. 6. 1877
- 1878   Alois. Albert, n. 7. 5. 1824 Saar.(Mor.), o. 30. 6. 1848, † 5. 8. 1896
- 1891   Wenc. Šorejs, n. 6. 4. 1860 Drahoňovice, o. 11. 5. 1884, † 20. 3. 1935
- 1936   par. vacat, admin. interc. Jos. Pekař
- 1937   Jos. Pekař, n. 19. 6. 1888 Roztoky, o. 13. 7. 1913, † 2. 10. 1954
- 1939   par. vacat, admin. interc. Joann. Langer
- 1941   Walter Führich, n. 23. 12. 1900 Tetschen, o. 24. 6. 1934, † 28. 1. 1977
- 1. 10.  1943  Car. Krause, n. 30. 3. 1913 Rückersdorf, o. 29. 6. 1938, † 28. 4. 1978
- 1. 2.  1947  Jan Černovický
- 1. 3.  1948  Jan Jeníček
- 1. 5.  1949  Jan Černovický
- 15. 11. 1955 Adolf Štegner
- 1. 6.  1970  Bernard Drahoslav Říský OFM
- 1. 2.  2004  Jan Jucha MS, admin. exc. z Mělníka
- 1992–2010 Miroslav Šantin, admin. in materialibus
- 1. 8.  2004  Benedikt Pintér O. Praem.
- 1. 9.  2005  Filip Milan Suchán O.Praem.
- 1. 9.  2008  Anselm Pavel Kříž, O.Praem., admin. exc. ze Štětí nad Labem[5]

Kromě kněží stojících v čele farnosti, působili ve farnosti v průběhu její historie i jiní kněží. Většinou pracovali jako farní vikáři, kaplani, katecheté, výpomocní duchovní aj.

## Území farnosti
Do farnosti náleží území obce:
- Boží Voda (Geweihtenbrunn[p 2]), lokalita v obci Liběchov
- Ješovice (Jeschowitz[p 2])
- Liběchov (Liboch[p 2])
- Malý Hubenov (Klein Hubina[p 2]), část obce Želízy
- Tupadly (Tupadl[p 2])
- Vehlovice
- Želízy (Schelesen[p 2])

## Římskokatolické sakrální stavby a místa kultu na území farnosti
| | Fotografie    | Stavba                                                         | Místo         | Bohoslužby                      | Zeměpisné souřadnice                                                                    | Status                     | Číslo kulturní památky                       |
| Kostel a fara | Kostel a fara | Kostel a fara                                                  | Kostel a fara | Kostel a fara                   | Kostel a fara                                                                           | Kostel a fara              | Kostel a fara                                |
| --- | ------------- | -------------------------------------------------------------- | ------------- | ------------------------------- | --------------------------------------------------------------------------------------- | -------------------------- | -------------------------------------------- |
| 1. |               | Kostel sv. Havla                                               | Liběchov      | bližší informace o bohoslužbách | Pražská, Pod Kostelíčkem 50°24′26″ s. š., 14°26′49″ v. d.                               | farní kostel               | 38800/2-1339 (Pk•MIS•Sez•Obr•WD) (Q24282879) |
| 2. |               | Fara                                                           | Liběchov      | —                               | Pod Kostelíčkem 95 50°24′24″ s. š., 14°26′51″ v. d.                                     | bývalé sídlo farního úřadu | 34408/2-1345 (Pk•MIS•Sez•Obr•WD) (Q31170887) |
| Kaple a zvonice |               |                                                                |               |                                 |                                                                                         |                            |                                              |
| 3. |               | Kaple sv. Ducha                                                | Liběchov      | bližší informace o bohoslužbách | na návrší nad vsí, st. 56, pp. 146/3 50°24′22″ s. š., 14°26′56″ v. d.                   | obecní kaple               | 24923/2-1340 (Pk•MIS•Sez•Obr•WD) (Q26868354) |
| 4. |               | Kaple                                                          | Vehlovice     | bohoslužby příležitostně        | náves 50°23′36″ s. š., 14°27′54″ v. d.                                                  | obecní kaple               | —                                            |
| 5. |               | Kaple sv. Jana Nepomuckého a Viniční dům                       | Velký Koráb   | bližší informace o bohoslužbách | Nad Tůní č.p. 3096/8 50°23′40″ s. š., 14°27′35″ v. d.                                   | obecní kaple               | 33378/2-1383 (Pk•MIS•Sez•Obr•WD) (Q38491395) |
| 6. |               | Kaple Panny Marie                                              | Boží Voda     | bohoslužby příležitostně        | při čp. 10 50°24′49″ s. š., 14°27′20″ v. d.                                             | kaple                      | 17115/2-1350 (Pk•MIS•Sez•Obr•WD) (Q37457883) |
| 7. |               | Skalní kaple sv. Máří Magdaleny                                | Ješovice      | bohoslužby příležitostně        | pp. 286 50°25′49″ s. š., 14°27′7″ v. d.                                                 | kaple                      | 18547/2-1346 (Pk•MIS•Sez•Obr•WD) (Q66707628) |
| 8. |               | Kaplička se zvonicí                                            | Tupadly       | bohoslužby příležitostně        | pp. 1237 50°26′31″ s. š., 14°28′23″ v. d.                                               | výklenková kaple a zvonice | 25141/2-3892 (Pk•MIS•Sez•Obr•WD) (Q38149896) |
| 9. |               | Výklenková kaplička                                            | Liběchov      | bohoslužby příležitostně        | Rumburská ul., u čp. 82 50°24′47″ s. š., 14°27′35″ v. d.                                | výklenková kaple           | —                                            |
| Křížová cesta |               |                                                                |               |                                 |                                                                                         |                            |                                              |
| 10. |               | Křížová cesta v Liběchově                                      | Vehlovice     | bohoslužby příležitostně        | z ulice Pod Kostelíčkem ke kapli sv. Ducha 50°23′40″ s. š., 14°27′35″ v. d.             | křížová cesta              | 19502/2-1341 (Pk•MIS•Sez•Obr•WD) (Q20120946) |
| Sochy, kříže a Boží muka |               |                                                                |               |                                 |                                                                                         |                            |                                              |
| 11. |               | Sochy českých patronů sv. Jana Nepomuckého a sv. Prokopa, sokl | Liběchov      | —                               | Pražská, pp. 1242, prostranství pod kostelem sv. Havla 50°24′28″ s. š., 14°26′49″ v. d. | sochy světců               | 16677/2-1347 (Pk•MIS•Sez•Obr•WD) (Q37457916) |
| 12. |               | Socha Krista Spasitele                                         | Malý Liběchov | —                               | u silnice na Mělník, pp. 1301 50°24′16″ s. š., 14°26′56″ v. d.                          | socha Ježíše Krista        | 20652/2-3760 (Pk•MIS•Sez•Obr•WD) (Q38489614) |
| 13. |               | Venkovní kříž                                                  | Liběchov      | —                               | Litoměřická ul. 50°24′44″ s. š., 14°26′28″ v. d.                                        | kříž                       | —                                            |
| 14. |               | Venkovní kříž                                                  | Boží Voda     | —                               | rozcestí 50°24′57″ s. š., 14°27′30″ v. d.                                               | krucifix                   | —                                            |
| 15. |               | Venkovní kříž                                                  | Boží Voda     | —                               | z ul. Třešňovka 50°24′56″ s. š., 14°27′3″ v. d.                                         | kříž                       | —                                            |
| 16. |               | Venkovní kříž                                                  | Malý Liběchov | —                               | u čp. 22 50°24′14″ s. š., 14°27′7″ v. d.                                                | kříž                       | —                                            |
| 17. |               | Venkovní kříž                                                  | Vehlovice     | —                               | rozcestí 50°23′35″ s. š., 14°27′51″ v. d.                                               | krucifix                   | —                                            |
| 18. |               | Venkovní kříž                                                  | Vehlovice     | —                               | rozcestí ul. Střemská a V Kroupovci 50°23′29″ s. š., 14°28′35″ v. d.                    | krucifix                   | —                                            |
| 19. |               | Boží muka s rozhraničníkem                                     | Malý Liběchov | —                               | 300 m od vsi u silnice na Mělník, pp. 1304 50°24′5″ s. š., 14°27′6″ v. d.               | Boží muka                  | 29958/2-1349 (Pk•MIS•Sez•Obr•WD) (Q38489586) |
| 20. |               | Boží muka v areálu Zámku Liběchov                              | Liběchov      | —                               | Litoměřická 143 50°24′28″ s. š., 14°26′37″ v. d.                                        | Boží muka                  | 36338/2-1342 (Pk•MIS•Sez•Obr•WD) (Q370793)   |
| 21. |               | Štítový obraz sv. Floriána                                     | Želízy        | —                               | dům hasičů 50°25′24″ s. š., 14°27′55″ v. d.                                             | obraz světce               | —                                            |
| Hřbitovy |               |                                                                |               |                                 |                                                                                         |                            |                                              |
| 22. |               | Hřbitov                                                        | Liběchov      | bohoslužby příležitostně        | Rumburská ul., vedle Sokolovny 50°24′34″ s. š., 14°27′3″ v. d.                          | farní hřbitov              | —                                            |
| 23. |               | Hřbitov                                                        | Vehlovice     | bohoslužby příležitostně        | na severovýchodní části obce 50°23′43″ s. š., 14°28′17″ v. d.                           | obecní hřbitov             | —                                            |
| Některé drobné sakrální stavby a pamětihodnosti lze dohledat zde v databázi Drobné sakrální památky Zaniklé sakrální stavby lze dohledat zde v databázi Poškozené a zničené kostely, kaple a synagogy v České republice |               |                                                                |               |                                 |                                                                                         |                            |                                              |

Ve farnosti se mohou nacházet i další drobné sakrální stavby, místa římskokatolického kultu a pamětihodnosti, které neobsahuje tato tabulka.